# Тихабой
Тихабой (на словенски: Tihaboj) е село в Словения, регион Средна Словения, община Лития. Според Националната статистическа служба на Република Словения през 2015 г. селото има 99 жители.